# Караморка
Караморка — деревня в Чернушинском районе Пермского края. Входит в состав Рябковского сельского поселения.
Находится примерно в 14 км к северо-востоку от центра города Чернушки.

## История
Известна с 1851 г.

## Население
В 2005 году численность населения составляла 16 человек.
По результатам переписи 2010 года численность населения составила 35 человек, в том числе 17 мужчин и 18 женщин.